# Televizijski napovedovalec
Televizijski napovedovalec (ali televizijski voditelj) je oseba, ki vodi televizijske programe in je pogosto posrednik med programom in gledalci. Danes to vlogo pogosto prevzamejo ljudje, ki so zasloveli na drugih področjih, nekateri pa so se uveljavili izključno na področju voditeljstva, na primer v otroških televizijskih serijah ali informativnih oglasnih sporočilih in postali televizijske osebnosti.

## Vloge
Nekateri voditelji so lahko tudi igralci, modeli, pevci, komiki itd. Drugi so lahko strokovnjaki, kot so znanstveniki ali politiki, ki vodijo oddaje o svojem strokovnem področju. Nekateri so zvezdniki, ki so se uveljavili na enem področju, nato pa svojo slavo izkoristili za sodelovanje na drugih področjih.

## Slovenija
V Sloveniji se taki osebi običajno reče voditelj, kot recimo voditelj pogovorne oddaje ali televizijski voditelj.